# Nogent-le-Roi
Nogent-le-Roi là một xã trong tỉnh Eure-et-Loir, thuộc vùng hành chính Centre-Val de Loire của nước Pháp, có dân số là 4142 người (thời điểm 1999). Trong xã là trụ sở hành chính của tổng Nogent-le-Roi.

## Nhân khẩu học
| 1962  | 1968  | 1975  | 1982  | 1990  | 1999  |
| ----- | ----- | ----- | ----- | ----- | ----- |
| 1.833 | 1.876 | 2.527 | 3.267 | 3.832 | 4.142 |

## Các thành phố kết nghĩa
- Heddesheim, Đức